# Tefillin

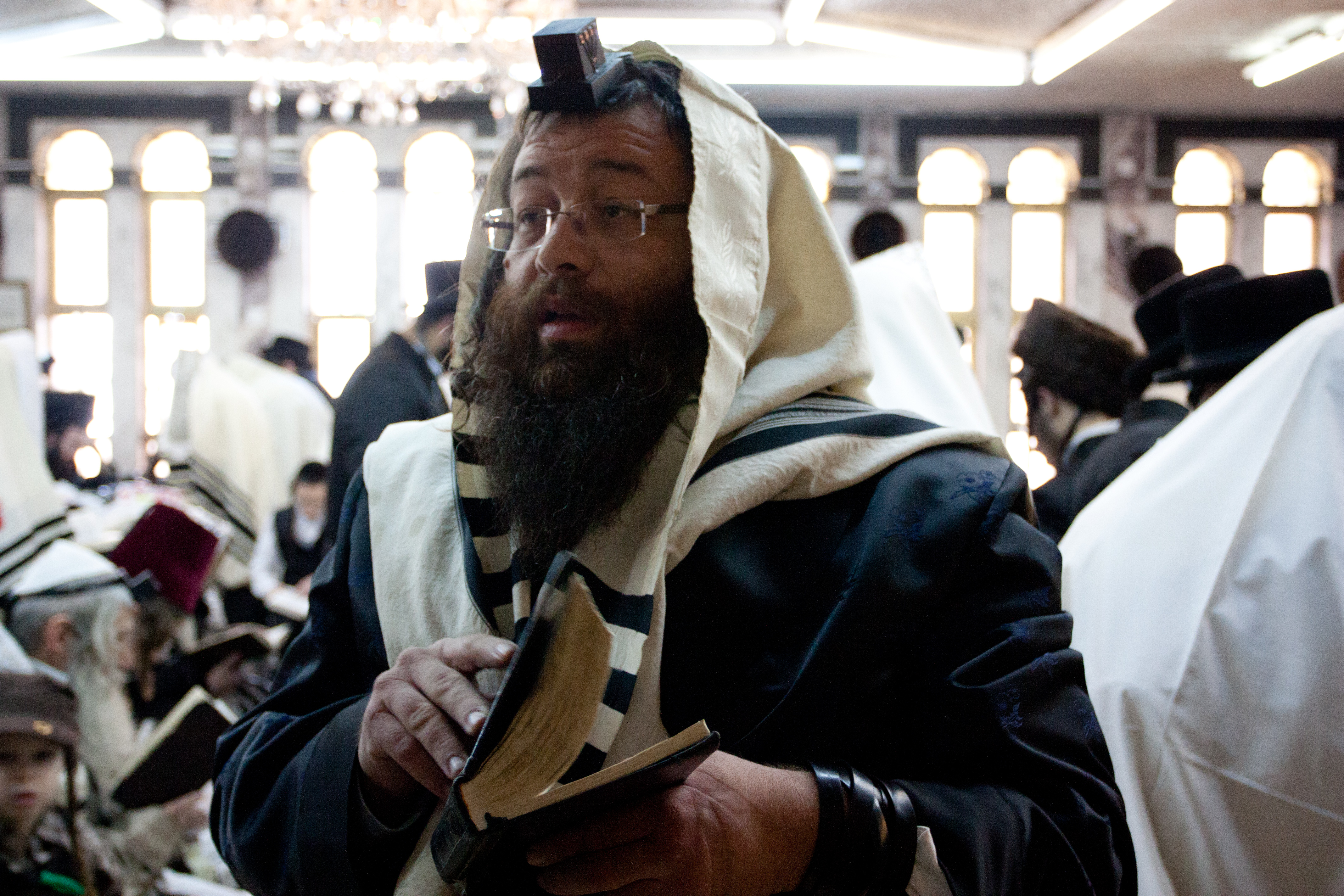
Người Do Thái đọc kinh cầu nguyện với Tefillin

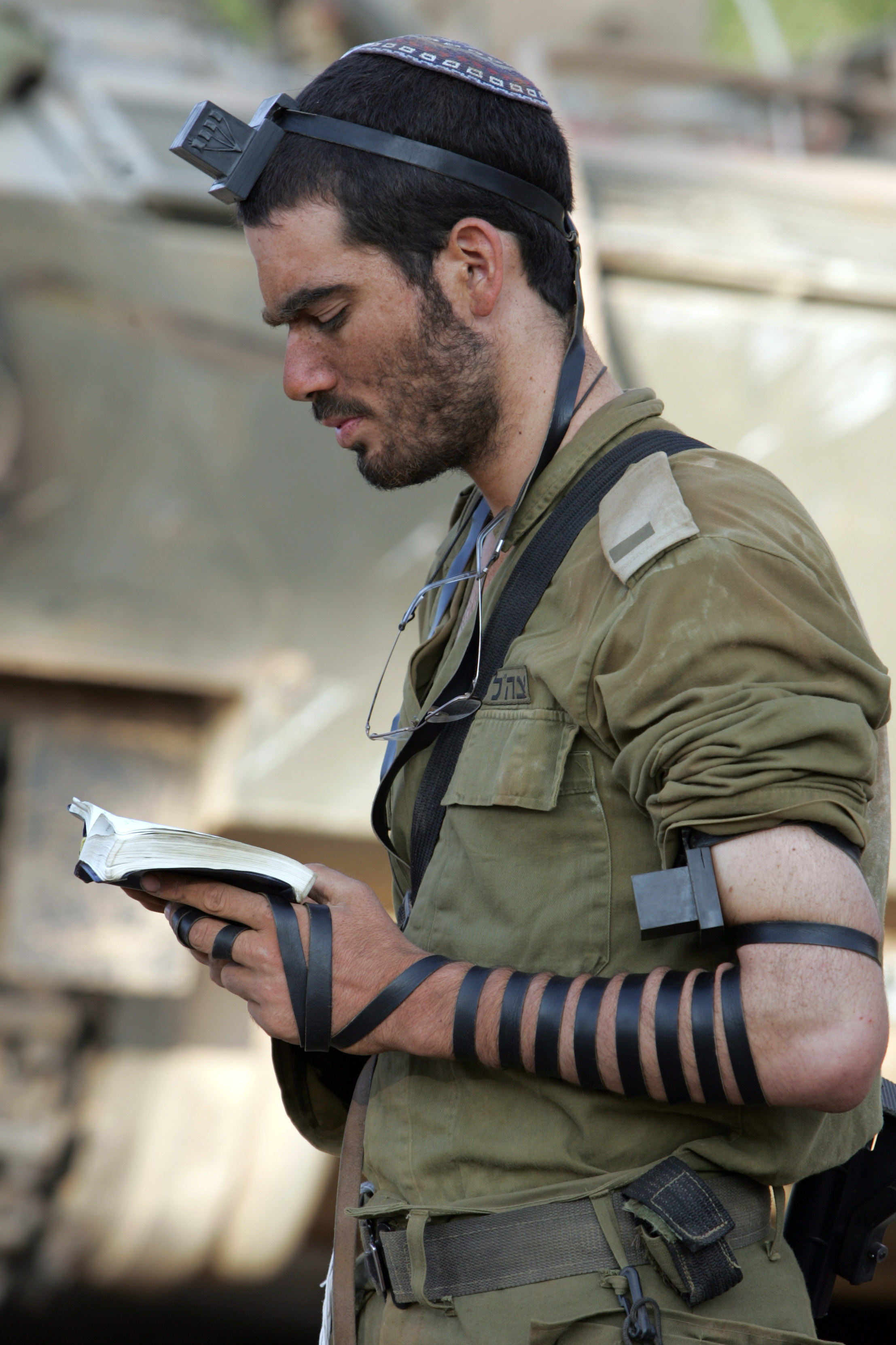
IDF soldier Asael Lubotzky prays with tefillin.

Một thanh niên trẻ người Do Thái đang đeo Tefillin cầu nguyện với Tefillin trên trán. "Một vật nhắc nhở giữa hai mắt của ngươi. Một biểu tượng giữa hai mắt của ngươi. Mang vào trán để nhắc nhở các ngươi luôn."

Tefillin (tiếng Hebrew: תפילין) là một bộ các hộp nhỏ màu đen được làm bằng da thuộc, có chứa các cuộn giấy da trích dẫn các câu từ Kinh Torah, được người Do Thái hành đạo đeo trong suốt các buổi cầu nguyện ban sáng vào các ngày trong tuần.

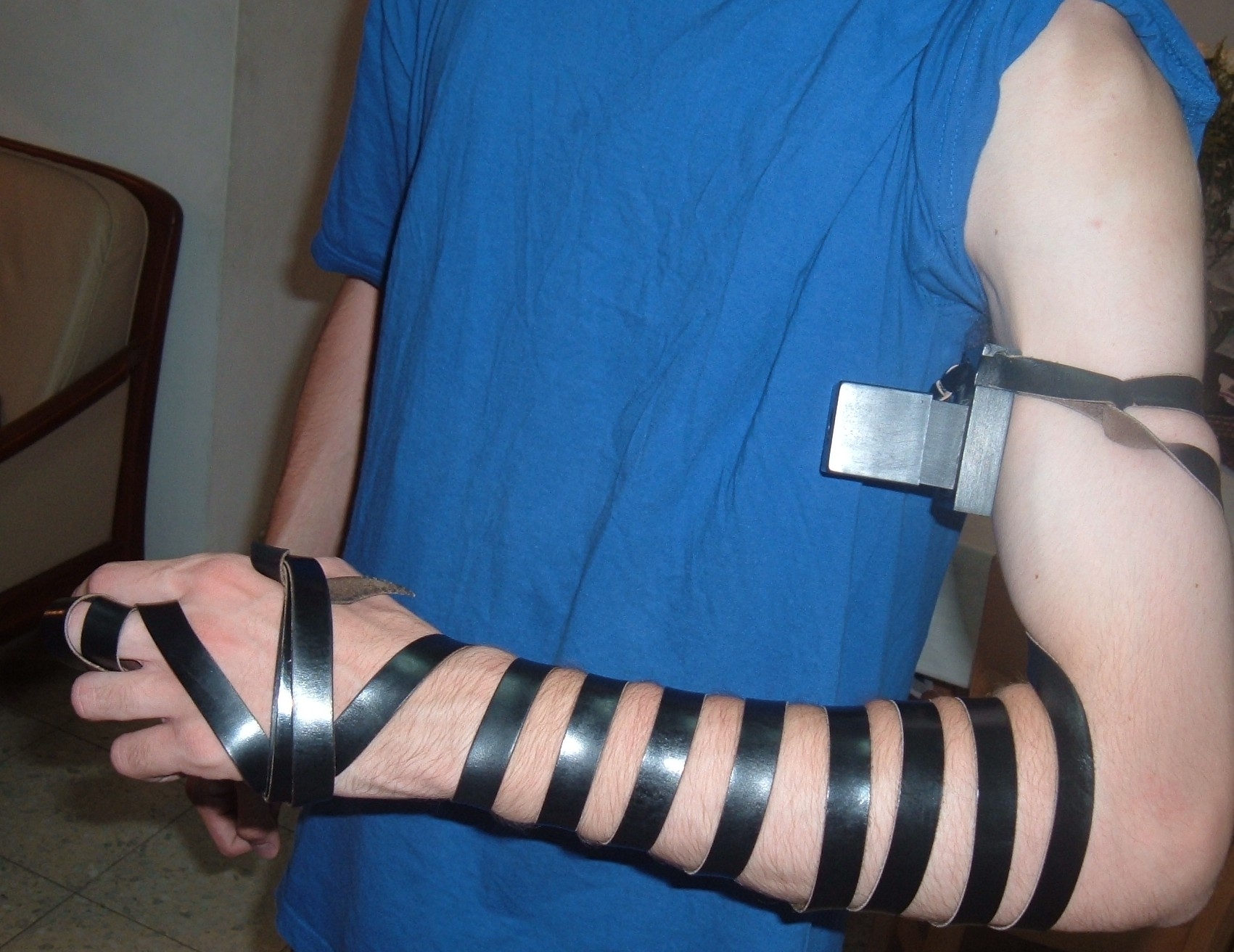
Sợi dây Tefillin, gọi là Shel yad, được đặt trên cánh tay, quấn sợi dây quanh cánh tay đến bàn tay và ngón tay.

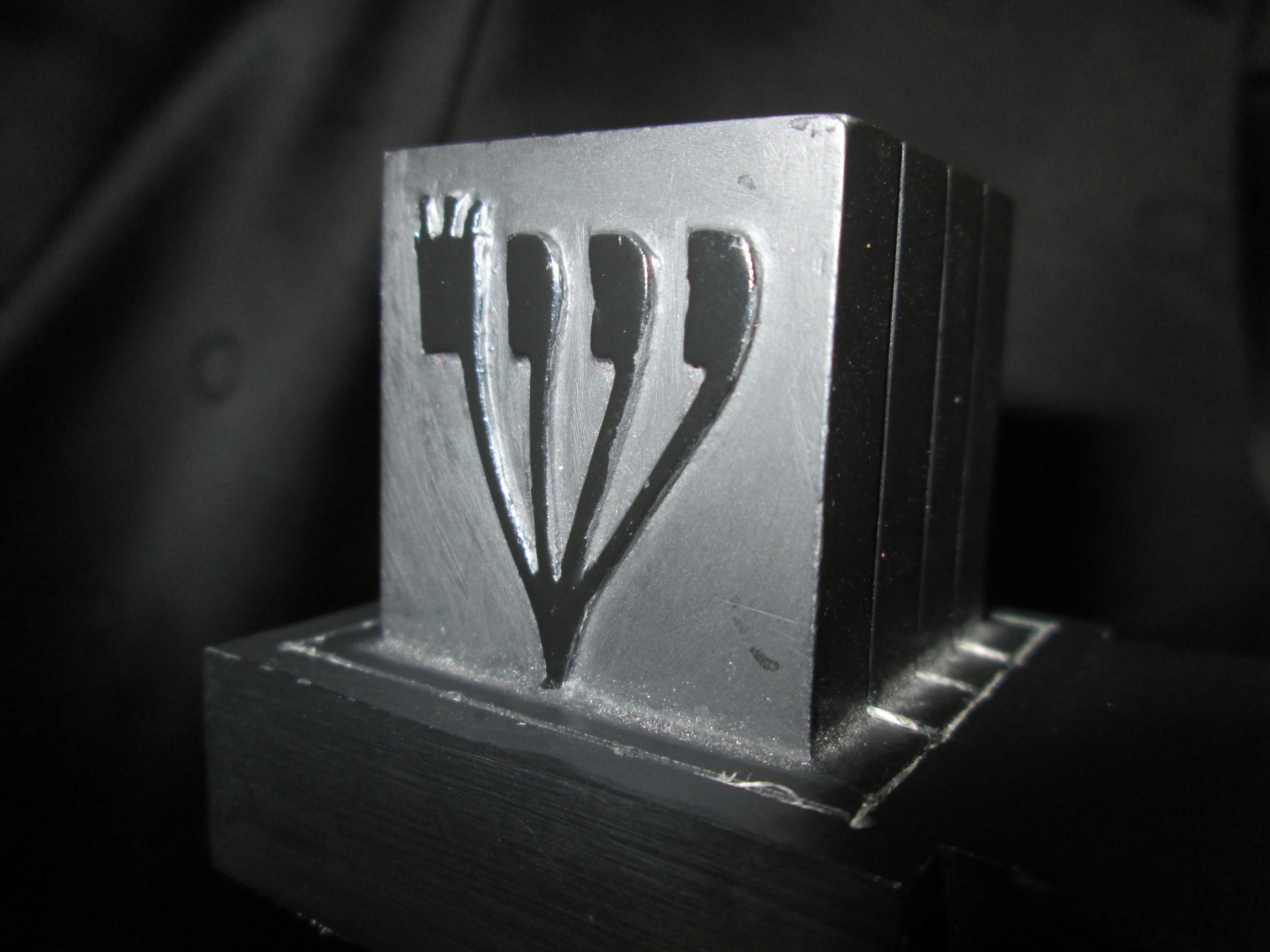
Đầu Tefillin là cái hộp màu đen, gọi là Shel Rosh, được đặt trên trán. 
Lệnh Kinh Thánh Torah rằng người Do Thái nên đeo để phục vụ như là một "dấu hiệu" và "tưởng nhớ" đến việc Thiên Chúa đã đưa Con Cái Israel ra khỏi Ai Cập.

## Giải thích theo Kinh Thánh
Người Do Thái đeo Tefillin cầu nguyện Tefillin vì họ làm theo lời dạy Kinh Thánh.
Trong sách Kinh Thánh có ghi chép 4 lần về Tefillin:
Sách Xuất Hành 13:9
- Điều đó sẽ như một dấu nơi tay của ngươi, một vật nhắc nhở giữa hai mắt của ngươi, để môi của ngươi sẽ dạy dỗ luật pháp của Thiên Chúa, vì Thiên Chúa đã đem các ngươi ra khỏi Ai Cập bằng cánh tay quyền năng của Ngài.[1]

Sách Xuất Hành 13:16
- Điều ấy sẽ làm một dấu ấn nơi tay của ngươi, một biểu tượng giữa hai mắt của ngươi, để nhắc rằng Thiên Chúa đã dùng cánh tay quyền năng của Ngài đem các ngươi ra khỏi Ai-cập.[2]

Sách Đệ Nhị Luật 6:8
- Hãy buộc những lời ấy như một dấu hiệu vào tay của ngươi, như một vật nhắc nhở giữa hai con mắt của ngươi.[3]

Sách Đệ Nhị Luật 11:18
- Hãy hết lòng ghi nhớ những lời ta dạy. Hãy viết chúng xuống và buộc vào tay như một dấu hiệu; mang vào trán để nhắc nhở các ngươi luôn.[4]